# 4 Ursae Minoris
Désignations
4 Ursae Minoris est une étoile binaire située dans la constellation de la Petite Ourse. Elle est visible à l’œil nu avec une magnitude apparente de +4.80. Sa composante principale est une géante de type spectral K3III et sa distance, estimée à l'aide de sa parallaxe, est d'environ ∼ 460 a.l. (∼ 141 pc). Elle s'éloigne du Soleil avec une vitesse radiale de +5,86 km/s.
4 Ursae Minoris est une binaire spectroscopique à raies simples, ce qui signifie que seul le déplacement par effet Doppler des raies de la composante la plus brillante peut être mesuré dans le spectre. La période orbitale du système est de 1,66 ans et son excentricité est de 0,14,. La composante primaire est une géante rouge de type spectral K3-IIIb Fe-0.5, qui a épuisé l'hydrogène de son cœur et qui s'est étendue. La notation du suffixe indique que le spectre de l'étoile montre une légère sous-abondance en fer pour une étoile de son type. Son rayon s'est étendu jusqu'à atteindre 28 fois celui du Soleil et elle brille autant que 437 Soleils. Sa température de surface est de 4 165 K.